# Diecezja La Ceiba
Diecezja La Ceiba (łac.: Dioecesis Ceibensis), hiszp.: Diócesis de La Ceiba) – katolicka diecezja honduraska położona w północnej części kraju, obejmująca swoim zasięgiem terytorium departamentów: Atlántida i Wyspy Bahia. Siedziba biskupa znajduje się w katedrze świętego Izydora Oracza w La Ceiba.

## Historia
Diecezja La Ceiba została powołana do życia jako najmłodsza diecezja przez papieża Benedykta XVI 30 grudnia 2011 z wydzielenia części parafii z diecezji San Perdo Sula, znajdujących się na obszarze departamentów Atlántida i Wysp Bahia. Nowe biskupstwo weszło w skład metropolii Tegucigalpa. Na pierwszego ordynariusza powołano biskupa Michaela Lenihana z zakonu franciszkanów. 26 stycznia 2023 papież Franciszek przyporządkował biskupstwo nowo powstałej metropolii San Pedro Sula.